# تترای نئون سیاه
تترای نئون‌سیاه با نام علمی Hyphessobrycon herbertaxelrodi، یک ماهی آب شیرین از خانواده کاراسینان (characin) از راسته تتراسانان است. این گونه بومی حوضه رود پاراگوئه در جنوب برزیل است. آنها در بین ماهی دوستان و تجارت آکواریوم گونه شناخته شده‌ای هستند.
نام علمی نئون‌سیاه به افتخار ناشر کتاب حیوانات خانگی هربرت آر. اکسلرود (۱۹۲۷–۲۰۱۷) نامگذاری شده‌است.

## ویژگی‌ها

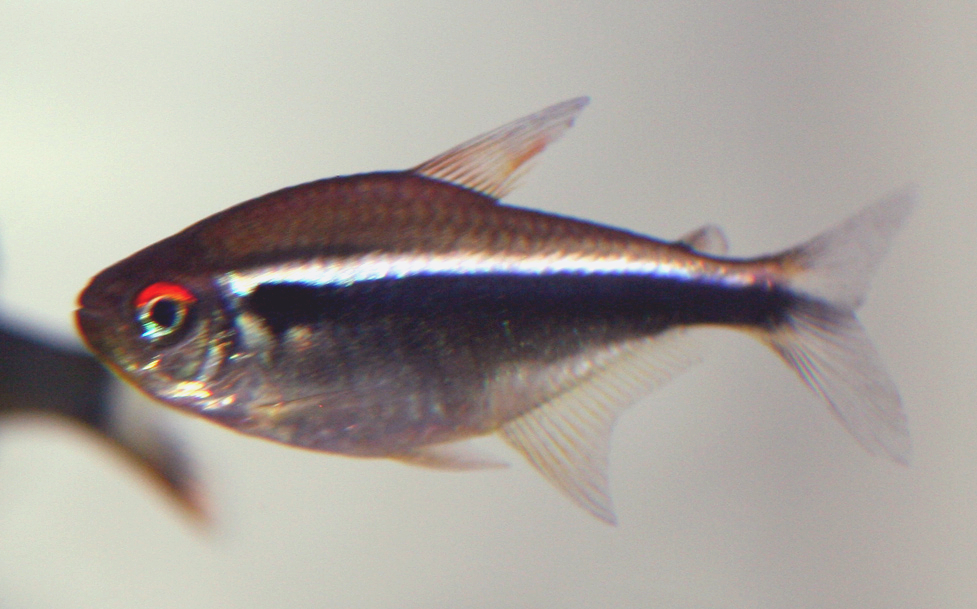
یک تترا نئون مشکی بالغ

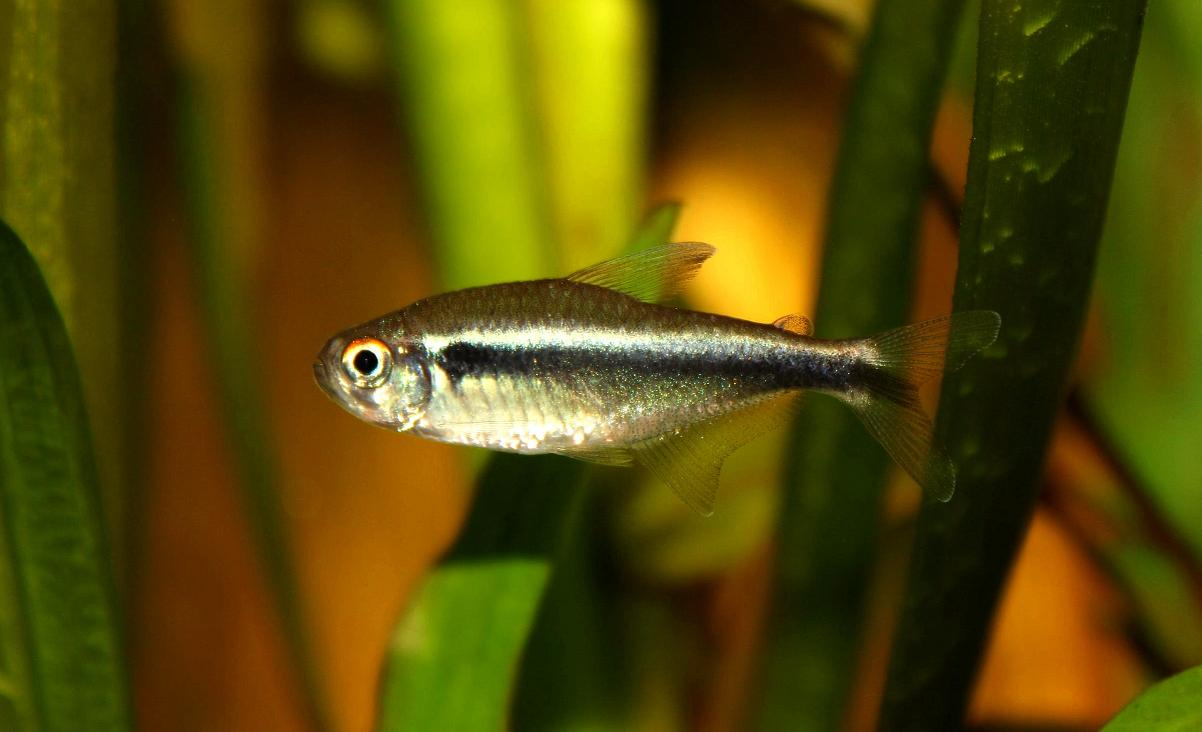
یک تترای نئون‌سیاه نوجوان

این گونه از نظر ظاهری از تترای معمولی درازتر است. رنگ اصلی آن ساده است، دو نوار طولی مجزا و متمایز یکی سفید و دیگری سیاه که از بالای چشم سیاه این ماهی تا ریشه دم امتداد دارد. قسمت بالای چشم به رنگ زرد و روی آن به رنگ قرمز است. حداکثر طول کلی آن تقریباً ۴ سانتیمتر (۱٫۶ اینچ) است. متناسب با نام رایج خود، کمی شبیه تترا نئون است که متعلق به همان جنس (Hyphessobrycon) است.
رژیم غذایی طبیعی این ماهی از بی مهرگان کوچک و گیاهان تشکیل شده‌است.
تترای نئون‌سیاه معمولاً به عنوان یک ماهی محبوب آکواریومی توسط علاقمندان نگهداری می‌شود.
تترا نئون سیاه، گاهی به اشتباه تترای سیاه نامیده می‌شود، که البته تترای سیاه در اصل گونه کاملاً متفاوتی از لحاظ شکل و فرم است.

## در آکواریوم
تتراهای نئون سیاه در آب اسیدی سبک نگهداری می‌شوند و باید همیشه تمیز نگه داشته شوند. آکواریوم باید حاوی گیاهان زنده، بستری تیره‌تر و فضای آزاد کافی برای شنا باشد. تتراهای نئون سیاه باید در گروه‌های حداقل ۶ تایی و ترجیحاً بیشتر نگهداری شوند.
تترا نئون سیاه به شرایط آکواریوم زیر نیاز دارد:
- حداقل حجم آکواریوم برای یک گروه ۶ تایی حدود ۶۰ لیتر و برای یک گروه ۸ تا ۱۰ تای حدود ۸۰ لیتر توصیه می‌شود.
- درجه اسیدی (PH) بین ۵ تا ۷
- سختی آب (dH) بین ۱ تا ۲
- دما بین ۲۰ تا ۲۶ درجه سانتیگراد.

این ماهی‌ها در سطح بالای آکواریوم شنا می‌کنند و از قسمت‌های پایین آکواریوم تغذیه نمی‌کنند؛ بنابراین، حتماً توصیه می‌شود که آنها را با ماهی‌هایی مانند پیگمی کوریدوراس که در پایین و کف آکواریوم زندگی و تغذیه می‌کنند نگهداری کنید تا باقی‌مانده غذا در بستر خورده شده و مشکلی به‌وجود نیاورد.
تتراهای نئون سیاه را می‌توان با غذاهای مختلفی از جمله غذای پولکی، منجمد و خشک شده منجمد تغذیه کرد. غذاهای زنده کوچک مانند دافنی، کرم و میگوی آب شور نیز توصیه می‌شود، این غذاها باعث بهتر نشان دادن رنگ ماهی‌ها خواهد شد.

### پرورش
اگر کیفیت آب مناسب باشد، تتراهای نئون سیاه می‌توانند به راحتی تخم ریزی کنند. قبل از هر چیز باید تترا نئون سیاه را با انواع غذاهای زنده و مغذی آماده کرد. ماهی‌های حدود یک ساله برای پرورش مناسب هستند. جنسیت ماهیها به‌راحتی با فرم بدن آنها مشخص می‌شود، ماهی ماده بسیار پرتر و چاق تر از نرها است. با اینکه تترا نئون سیاه را می‌توان در آب سنگین تر و قلیایی تر از زیستگاه طبیعی خود نگهداری کرد، اما برای تولید مثل باید شرایط آب به آنچه در آمازون احساس می‌شود نزدیک تر باشد. برای پرورش و تشویق تترا نئون سیاه به تخم ریزی، به آب اسیدی با حداکثر سختی ۴ درجه سختی نیاز است.
تترا نئون سیاه به‌صورت پراکنده تخم ریزی می‌کند. تخم‌های چسبنده خود را روی گیاهان و غیره می‌گذارد. یک ماده می‌تواند در هر نوبت تخم ریزی تا چند صد تخم بگذارد. والدین به‌صورت طبیعی تخم‌های خود را می‌خورند، بنابراین برداشتن والدین پس از تخم ریزی الزامی است. مانند بسیاری از ماهی‌ها، تترا نئون سیاه اغلب صبح زود تخم ریزی می‌کند. پرورش بچه ماهی به دلیل اندازه کوچک آنها می‌تواند دشوارتر باشد. اولین غذا معمولاً تک یاخته (انفوزوئر) و سپس دافنی است.